# Blutgerichtsbarkeit
Die Blutgerichtsbarkeit, auch als Blutbann, Hochgerichtsbarkeit bzw. Hohe Gerichtsbarkeit, Fraisch, Halsgerichtsbarkeit oder Grafschaftsrecht bzw. Vogteirecht bekannt, war im Heiligen Römischen Reich die peinliche Gerichtsbarkeit (peinlich bezieht sich auf das lateinische poena ‚Strafe‘) über Taten, die mit Körperstrafen wie Verstümmelungen oder dem Tod bestraft werden konnten, also „blutige Strafen“ waren.

## Straftaten
Dies waren vor allem Straftaten wie Raub und Mord, Diebstahl, sexuelle Belästigung, Vergewaltigung, homosexueller Geschlechtsverkehr, Hexerei oder Zauberei und Kindstötung. Die Hinrichtungsformen bei einem Todesurteil unterschieden sich jeweils nach dem Verbrechen (zum Beispiel für Kindesmörderinnen das Ertränken, für Vergewaltigung der Feuertod oder für Mord das Rädern) sowie nach der Person des Verbrechers. Die Hinrichtung durch Enthauptung war beispielsweise lange Zeit eine privilegierte Hinrichtungsmethode für Adelige und Freie.
Bei Straftaten, die durch Verstümmelung gesühnt werden sollten, gab es unterschiedliche Strafformen, wie das An-den-Pranger-Stellen, Abschneiden von Körperteilen (zum Beispiel Ohren, Zunge), Auspeitschen oder Brandmarken.
Bei Straftaten wie Beleidigungen oder Raufereien blieben die niederen Gerichte zuständig, die keine „blutige Strafen“ verhängen, sondern nur auf Geldbußen, Gefängnishaft, Ehrlosigkeit oder Verbannung erkennen durften.

## Todesurteil
Todesurteile wurden oft zum Zweck der Abschreckung in der Öffentlichkeit vollzogen. Aus demselben Grund ließ man die Gehängten in vielen ländlichen Gegenden auch lange Zeit gut sichtbar am Galgen hängen.
Die Blutgerichtsbarkeit wurde von den jeweiligen souveränen Herrschern an ausgewählte Gerichtsorte verliehen. Auf Dorf- und Stadtebene gab es meist nur die Gerichte der Gutsherren oder die Gerichte der Niederen Gerichtsbarkeit. Da eine Reichsstadt einem Fürstentum gleichgestellt war, hatte auch sie das Recht der Hohen Gerichtsbarkeit. Die Grenze zwischen den Gebieten verschiedener hoher Gerichtsbarkeiten wurde im Oberdeutschen Fraischgrenze genannt. Der Blutrichter war die urteilende Person, der vom Gesetz oder Herrscher das Recht zur Verhängung der Todesstrafe übertragen wurde und/oder die ein solch übertragenes Recht ausnützte.

## Kodifikation
Das erste kodifizierte Strafrecht war die Maximilianische Halsgerichtsordnung, auch Tiroler Malefizordnung genannt, von Maximilian I. aus dem Jahre 1499. Im Jahre 1507 wurde die Bambergische Peinliche Halsgerichtsordnung (Constitutio Criminalis Bambergensis, CCB) erlassen. Beide flossen in die Constitutio Criminalis Carolina (CCC), die Peinliche Halsgerichtsordnung Kaiser Karls V., ein, die seit 1532 galt. Diese galt zwar subsidiär, das heißt, sie wurde nur herangezogen, wenn das eigene Landesrecht keine entsprechende Regelung kannte, dennoch führte sie zur Vereinheitlichung der Kriminalprozesse.
In Österreich kam nach der Tiroler Malefizordnung 1514 die Landgerichtsordnung für Österreich unter der Enns. Die Halsgerichtsordnungen nach der CCC basieren auf dieser, hatten aber immer eine salvatorische Klausel, dass sie noch weiter subsidiär galten, so 1535 die Landgerichtsordnung für Krain, die Landgerichtsordnungen für Österreich unter der Enns (1540, 1656 „Ferdinandea“, welche am bedeutendsten im 17. Jahrhundert in Österreich war, da Karl VI. anwies, sie subsidiär zu verwenden), Österreich ob der Enns (1559, 1627, 1675 „Leopoldina“), die Steiermark (1574) und Kärnten (1577). Diese einzelnen Verordnungen wurden 1768 durch die einheitliche Constitutio Criminalis Theresiana ersetzt, welche in allen Habsburgischen Erblanden galt. Mit ihr wurde auch die subsidiäre Verwendung der Carolina in Österreich beendet. 1776 wurde die Folter abgeschafft und mit dem Josephinischen Strafgesetz von 1787 wurde die Todesstrafe aus pragmatischen Gründen erstmals aufgehoben. Der Verurteilte hatte gemeinnützige Arbeit zu leisten, die manchmal auch hohe Todesraten aufwies, wie etwa das Schiffziehen.
Insgesamt war im deutschsprachigen Raum die Blutgerichtsbarkeit noch teilweise bis ins 18. und 19. Jahrhundert verbreitet. In Deutschland wurde sie erst durch die Nationalisierungs- und Kodifikationstendenzen der einzelnen Herrschaftsgebiete durch eigentliche Strafgesetze, wie wir sie heute kennen, ersetzt, zuerst in Bayern und Preußen, dann auch in fast sämtlichen Mittelstaaten und den meisten Kleinstaaten. Zuletzt wurde die Carolina in den beiden Mecklenburg, in Lauenburg, Bremen und Schaumburg-Lippe 1870 direkt durch das Strafgesetzbuch für den Norddeutschen Bund abgelöst.

## Blutschild und Kennzeichen der Blutgerichtsbarkeit
Das Recht der Blutgerichtsbarkeit wurde vielfach durch Zeichen und Wappen dargestellt. Seit dem späten Mittelalter fügten viele Landesherren ihrem Wappen ein zweites schlichtes rotes Wappen, den so genannten Blutschild, bei. Dieser war Zeichen der Hohen Gerichtsbarkeit. Auf Karten des 15. bis 18. Jahrhunderts sind Gerichtsorte oft gesondert markiert, entweder durch einen Blutschild oder einen Galgen, der auch den Richtort markieren konnte.
Beispiele für einen Blutschild: Epitaph von Kurfürst Albrecht Achilles von Brandenburg in der Moritzkirche in Ansbach und Blutschild des Markgrafen Georg Friedrich in der Schlosskirche der Plassenburg in Kulmbach.
Priester und geistliche Gerichte durften keine Blutgerichtsbarkeit ausüben, gemäß dem Grundsatz Ecclesia non sitit sanguinem (die Kirche hat keinen Durst nach Blut).